# Massacro di Ruvo del Monte
Il massacro di Ruvo del Monte fu una strage avvenuta il 10 agosto 1861, compiuta prima dai briganti guidati da Carmine Crocco ai danni di alcuni notabili e poi, come rappresaglia, dalle truppe del regno italiano contro i civili del comune lucano, colpevoli di aver appoggiato l'invasione delle bande.

## I fatti
Il 10 agosto 1861, Carmine Crocco, a capo di 80 uomini, assaltò il comune di Ruvo del Monte, strenuamente difeso dalla Guardia Nazionale e dalla cittadinanza borghese. La popolazione, provocata ad insorgere contro i poteri dello Stato, appoggiò l'occupazione dei briganti. I briganti, con il supporto della plebe, saccheggiarono il paese; uccisero 13 persone, tra liberali e ricchi possidenti; incendiarono le case dei signori, gli archivi comunali e distrussero gli stemmi dei Savoia. Inoltre, secondo quanto dichiarato da Giuseppe Carrieri, segretario comunale di Rionero, i briganti «hanno abusato delle donne, ed hanno portato in trionfo le teste degli uccisi».
Terminato il sacco, Crocco e i suoi uomini lasciarono Ruvo e alla sua armata si aggregarono 32 ruvesi. Nel frattempo erano tallonati da un reparto di Guardie Nazionali e Bersaglieri, comandato dal maggiore Davide Guardi. Giunto in paese, Guardi ordinò il rastrellamento della popolazione civile, rea di aver collaborato con i briganti, e la fucilazione immediata; molte abitazioni vennero date alle fiamme e, a detta di Carrieri, «con un po' di licenza delle forze si sono commessi altri atti che si sono creduti necessari nella circostanza». Il numero delle vittime è incerto. Venne data la caccia ad esponenti reazionari che fuggirono per le campagne, una trentina vennero freddati.
Lasciati i cadaveri sul luogo dell'esecuzione, Guardi convocò i galantuomini del paese e ordinò di fornire il contingente con il denaro comunale. Il sindaco fece notare che le casse erano vuote poiché depredate dai briganti e il maggiore, davanti alla sua risposta, fece arrestare i notabili, con l'accusa di attentato alla sicurezza interna dello Stato e complicità in brigantaggio. Prosciolti in istruttoria, i maggiorenti di Ruvo vennero rinviati a giudizio per aver fatto parte di una Commissione che, per ordini superiori, aveva tassato i propri cittadini sotto minaccia verbale di fucilazione. Il tribunale circondariale di Melfi, esponendo una versione incompleta dei fatti e senza accertarsi su chi abbia dato tali disposizioni, condannò ad un anno di reclusione i notabili per tentata estorsione.